# حسین جابری انصاری
حسین جابری انصاری (زاده ۱۳۴۸) دیپلمات ایرانی و مدیرعامل خبرگزاری جمهوری اسلامی از مهر ۱۴۰۳ است.

## سوابق
- کارشناس مسئول میز فلسطین (۱۳۷۶–۱۳۷۳)
- کارشناس سیاسی سفارت جمهوری اسلامی ایران در جمهوری عربی سوریه (۱۳۸۱–۱۳۷۷)
- معاون ویژه امور فلسطین اداره خاورمیانه (۱۳۸۲–۱۳۸۱)
- مشاور معاونت عربی و آفریقایی (۱۳۸۳–۱۳۸۲)
- سفیر جمهوری اسلامی ایران در لیبی و سفیر غیر مقیم جمهوری اسلامی ایران در چاد (۱۳۸۸–۱۳۸۴)
- کارشناس ارشد معاونت عربی و آفریقایی (۱۳۹۰–۱۳۸۸)
- رئیس گروه مطالعات خاورمیانه و خلیج فارس دفتر مطالعات سیاسی و بین‌المللی (۱۳۹۲–۱۳۹۰)
- مشاور معاونت عربی و آفریقایی (۱۳۹۳–۱۳۹۲)
- مدیر کل خاورمیانه عربی و شمال آفریقا (۱۳۹۴–۱۳۹۳)
- سخنگو و رئیس مرکز دیپلماسی عمومی و رسانه‌ای (۱۳۹۵–۱۳۹۴)
- معاون عربی و آفریقایی (۱۳۹۶–۱۳۹۵)
- مشاور ارشد وزیر در امور ویژه سیاسی (۱۳۹۸–۱۳۹۶)
- معاون کنسولی، مجلس و ایرانیان (۱۳۹۹–۱۳۹۸)[۳]

## استعفا
روز دوشنبه هفدهم آذر ۱۳۹۹، سعید خطیب‌زاده از پذیرش استعفای صادق‌حسین جابری انصاری از سمت معاونت کنسولی، مجلس و ایرانیان وزارت امور خارجه از سوی محمدجواد ظریف وزیر امور خارجه و انتصاب سید کاظم سجادی به جانشینی وی به عنوان معاون کنسولی، مجلس و ایرانیان خبر داد.

## تحصیلات
- کارشناسی روابط دیپلماتیک
- کارشناسی ارشد روابط بین‌الملل